# 林盛斌
林盛斌（英語：Bob Lam Shing Bun，1979年9月24日—）， 曾經新城電台及電視節目主持、唱片騎師，現為無綫電視基本藝人合約藝員，曾主持節目《新香蕉俱樂部》。他於2012年加盟無綫電視，首個主持的TVB電視遊戲節目是《登登登對》，亦經常演出及主持電視節目，並將電台工作當成副職，極少出現在《新香蕉俱樂部》。之後他更涉足商界，現是時裝店「POPCORN」和娛樂製作公司「棋人娛樂」的老闆之一。

## 背景

### 早年生活
林盛斌出身小康之家，有一名胞弟，一家四口早年居於西營盤第二街。父親在他讀中學時曾在內地開設電子加工廠，卻因1997年金融風暴而家道中落。林盛斌早年就讀聖安多尼學校上午校和英皇書院，曾經是校內籃球隊成員，至1997年中五畢業。但因為香港中學會考的成績分數不足以讓他回到原校升讀中六，所以他轉到香港仔工業學校完成預科課程。

### 事業發展
林盛斌在2000年中七畢業後在香港城市大學專業進修學院修讀屋宇建造系高級文憑（曾拍攝周星馳《少林足球》其後辭演），讀至二年級時因在聯校歌唱比賽中而認識了新城電台的唱片騎師陳小芝。他大專畢業後在新城電台當了9個月營業部推銷員，負責為電台尋找廣告合作伙伴。他之後在2003年4月1日正式成為電台唱片騎師，並逐漸成為廣播節目《新香蕉俱樂部》的要員。林盛斌於2009年加入無綫電視至今。期間由於新城知訊台出現重大改革，林盛斌在2016年年初被轉為只在星期六出現的兼職主持電台節目《開心大派對》，可是由於他自此便疏於主持該節目，節目只有在介紹時掛上他的名字，他長期沒有在節目中現身。最終在2019年左右，他的名字無聲無息地從《開心大派對》主持名單中除去，也意味著他沒有主持新城電台的節目。他現時為無綫電視基本藝人合約藝員。同時活躍於不同的商業活動，主要擔任司儀。另外，他亦在婚禮擔任司儀。
林盛斌曾分別於2011年和於2013年憑節目《兄弟幫》和劇集《老表，你好嘢！》中飾演「程少山」一角入圍候選《萬千星輝頒獎典禮2011》「最佳節目主持」和《萬千星輝頒獎典禮2013》「最佳男配角」。在2018年，他所主持的節目《美女廚房》獲得《萬千星輝頒獎典禮2018》「最佳非戲劇節目」。2022年，他涉足NFT（非同質化代幣）領域，開設香港首間NFT便利店「852」。
2022年10月，林盛斌在台慶劇《美麗戰場》飾演「徐富貴」一角，在劇中與劉佩玥合演情侶獲注目及好評，並獲支持獲得該年度《萬千星輝頒獎典禮》「最佳男配角」。他憑此劇在《萬千星輝頒獎典禮2022》入圍「最佳男配角」及「最受歡迎電視拍檔」（與劉佩玥），兩項提名均入圍最後五強。

### 其他資料
林盛斌在2013年參與李思捷的節目《玩嘢王》中作為被整蠱對象做婚禮司儀。過程中完全不知道自己為整蠱對象，甚至擺上微博說明自己做婚禮司儀。雖然在「婚禮」過程中意外多多，但林盛斌的危機應變能力卻獲得網民讚賞。其更透露因為該節目而令其多了不少婚禮司儀的工作，其中一個比較著名的就是參與已故名模蔡天鳳與第二任丈夫Chris的婚禮司儀。
除了口才出眾及應變能力強，林盛斌的情商亦非常高。如某一個星期六晚ViuTV的電影時段播映《西謊極落之太爆太子太空艙》，事前ViuTV亦放上Facebook專頁。不過卻因此惹來網民負評，如「咁多無綫藝人，不了」和「爭係你（指林盛斌）已經係熄機嘅理由」等紛紛表明罷看。而林盛斌作為無綫藝人更大膽踩過界在ViuTV的Facebook專頁回應網民的留言：「都唔係好多（無綫藝人）啫！」及「睇多陣先再熄機啦！」更有網民善意提醒其：「你來ViuTV留言，小心方丈份人小氣啊！」。林盛斌亦同樣以幽默方式回應：「方丈好大方架！」。雖然部分網民仍然繼續留言攻擊林盛斌，但亦有網民讚林盛斌願意與網民對話及高情商地逐一回應網民的留言。
2021年3月，無綫在曾志偉帶領下召開記者會宣布之後綜藝節目的安排。當宣傳節目《開心大綜藝》時其中一位藝員鄧智堅因為扮姜濤而惹來MIRROR粉絲及「姜糖」（即姜濤粉絲）在Instagram要求他道歉，涉事者林盛斌和馮盈盈同樣受牽連。林盛斌最終需要在Instagram發聲明向姜濤致歉。當事人姜濤代粉絲向林盛斌等人道歉，MIRROR其餘成員亦表示此舉代表MIRROR人氣高企。而姜濤及MIRROR經理人花姐謂綜藝節目扮演其他藝人乃平常事，更表明林盛斌無需介懷。

## 個人生活
林盛斌目前已婚，妻子為圈外人黃碧玲（現改名黃乙頤），現育有三女一子。2018年8月，他因身體不適入院接受治療，醫生檢查後稱情況危急，三條血管阻塞，並花了五小時完成俗稱「通波仔」的血管再成形術。病況公開後他收到各界好友關心，但亦因病況缺席錄影《美女廚房》。

## 演出作品

### 電視劇（無綫電視）
| 首播   | 劇名                     | 角色     |
| 2012年 | 衝呀！瘦薪兵團           | 劉先生   |
| 2013年 | 老表，你好嘢！           | 程少山   |
| 2013年 | My盛Lady                 | 馬明     |
| 2014年 | 食為奴                   | 蔡鶴亭   |
| 2014年 | 女人俱樂部               | 李培基   |
| 2014年 | 老表，你好hea！          | 郭寶     |
| 2016年 | 巾帼枭雄之谍血长天       | 小田次郎 |
| 2017年 | 老表，畢業喇！           | 杜明亨   |
| 2017年 | 誇世代                   | 節目主持 |
| 2020年 | 使徒行者3                | 金田     |
| 2022年 | 美麗戰場                 | 徐富貴   |
| 2024年 | 法證先鋒VI：倖存者的救贖 | 陶兆銘   |

### 電視劇（其他）
| 首播   | 劇名 | 角色 |
| 2020年 | 戰毒 | 奇哥 |

### 電影
- 2006年：《情意拳拳》 飾 司儀
- 2007年：《甜心粉絲王》 飾 司儀
- 2009年：《超能風暴（Push）》（外語片） 飾 的士司機
- 2010年：《分手說愛你》 飾 婚禮司儀
- 2011年：《熱浪球愛戰》 飾 比賽司儀
- 2011年：《勁抽福祿壽》 飾 求職者
- 2011年：《人約離婚後》 飾 婚禮主持人
- 2011年：《猛鬼愛情故事》 飾 Bob
- 2011年：《喜愛夜蒲》 飾 劉總
- 2011年：《我愛HK開心萬歲》 飾 Lucus
- 2012年：《高舉·愛》 飾 搬運工人
- 2012年：《2012我愛香港喜上加囍》 飾 夏永啷
- 2012年：《喜愛夜蒲2》
- 2012年：《起勢搖滾》 飾 結他機高手
- 2013年：《2013我愛HK恭囍發財》 飾 大耳隆（客串）
- 2013年：《古惑仔：江湖新秩序》 飾 洪興社堂主-肥佬黎
- 2013年：《風暴》 飾 執業大律師
- 2013年：《狂舞派》 飾 八卦周刊記者
- 2013年：《重口味》 飾 Tony
- 2013年：《溝女不離三兄弟》 飾 光頭黃
- 2013年：《第一次不是你》 飾 貝之丈夫
- 2014年：《喜愛夜蒲3》 飾 水總
- 2014年：《黑色喜劇》 飾 殺手
- 2014年：《六福喜事》 飾 主持
- 2014年：《Delete愛人》 飾 攝影師
- 2015年：《小姐誘心》 飾 寶（劉心悠飾）之表姐夫
- 2015年：《沒女神探》 飾 包大人
- 2015年：《全力扣殺》 飾 羽毛球比賽宣傳片主持
- 2015年：《紀念日》 飾 程小傑
- 2015年：《怪談》 飾 強哥
- 2016年：《綁架丁丁當》 飾 發
- 2016年：《使徒行者》 飾 代客泊車車主
- 2016年：《失戀日》 飾 鴻
- 2016年：《刑警兄弟》 飾 抽水Sir
- 2016年：《江湖悲劇》 飾 唱霸
- 2016年：《PG戀愛指引》 飾 Happy哥
- 2016年：《我老婆係明星》 飾 報紙襠老闆
- 2017年：《我要發達》 飾 周創發
- 2017年：《原諒他77次》 飾 Vincent
- 2017年：《西謊極落之太爆太子太空艙》
- 2017年：《愛情奴隷獸》
- 2018年：《我的情敵女婿》 飾 Funny
- 2018年：《大迷信之3潮爆開運王》
- 2018年：《棟篤特工》 飾 經理人
- 2018年：《毛俠》 飾 肥波
- 2019年：《如珠如寶》飾 戴寧樂
- 2020年：《肥龍過江》 飾 蕃茄新聞記者
- 2020年：《我的筍盤男友》 飾 金水
- 2020年：《财神2020》
- 2020年：《作战啦！茶室总动员》
- 2020年：《阿索的故事》 飾 巴士司機斌哥
- 2023年：《夜校》
- 2024年：《不是你不愛你》 飾 婚禮賓客
- 2025年：《麻雀女王追男仔》 飾 信七
- 2025年：《哈哈哈新年喜戲》
- 拍攝中：《狙擊密令》

### 網絡電影
- 2017年：《猛料辣妹》

### 微電影
- 2016年：《衝呀！大野郎！》飾 馬志豪

### 節目主持／司儀
*以下列表只記錄林盛斌演出過的綜藝作品，若有遺漏，請協助補充相關資料。
新城電台
- 新城知訊台（前稱新城娛樂台）
  - 《新香蕉俱樂部》 （逢星期一至五23:00－01:00）
  - 《爸爸媽媽你好嗎》（逢星期一至五13:30－15:00）
  - 《開心家天下》（逢星期一至五11:00－13:00）
  - 《開心大派對》（逢星期六 14:00-16:00）
- 新城數碼音樂台
  - 《斌彬有瀛》（逢星期日 早上10:00-11:00）

無綫電視
2010-2020年
- 《兄弟幫》

2012年
- 《登登登對》
- 《飲食天王頒獎典禮》

2013年
- 《寵愛wakaka》
- 《街頭魔法王》
- 《爸B也Upgrade》
- 《2013 TVB最受歡迎廣告頒獎典禮》
- 《群星防火智多FUN》
- 《TVB創造傳奇節目巡禮2014》

2014年
- 《香港龍獅節2014》
- 《慈善星輝仁濟夜》
- 《TVB創新經典節目巡禮2015》
- 《TVB 馬來西亞星光薈萃頒獎典禮2014》
- 《爸B也Upgrade 2》
- 《街頭魔法王2》
- 《外星人之謎》
- 《年代大激鬥》
- 《我係小廚神》
- 《快樂聯盟》

2015
- 《慈善星輝仁濟夜》
- 《2014年度勁歌金曲頒獎典禮》
- 《TVB邁步向前節目巡禮2016》
- 《學是學非(第2輯)》
- 《絕世好狗》
- 《至尊街頭魔法王》
- 《我係小廚神2》
- 《萬里尋爸》
- 《超強選擇1分鐘》
- 《澳洲華裔小姐競選》
- 《宜室宜居有辦法》
- 《TVB 馬來西亞星光薈萃頒獎典禮2015》

2016
- 《myTV SUPER呈獻：萬千星輝睇多D》
- 《myTV SUPER呈獻：萬千星輝放暑假》
- 《湊仔攻略》
- 《Big Boys蕩漾夏水禮》
- 《2016香港小姐競選決賽》
- 《超強選擇1分鐘》
- 《街頭魔法王之魔王之王》
- 《Astro國際華裔小姐競選》

2017
- 《譽滿香江煙花大滙演》
- 《群星拱照big big channel》
- 《最緊要好玩》
- 《關你家事》
- 《瘋狂夏水禮2017》
- 《2017香港小姐競選決賽》
- 《Big Boys歷險記》
- 《我係小廚神3》
- 《終極街頭魔法王》
- 《TVB金禧晚宴暨2018節目巡禮》
- 《萬千星輝賀台慶》

2018
- 《大玩特玩》
- 《美女廚房》
- 《J2敢就十年 兄弟幫》
- 《延禧南巡》
- 《萬千星輝賀台慶》
- 《萬千星輝大派對》

2019
- 《BB要健康》
- 《玩轉獅門娛樂天地》
- 《台慶強勢列陣》
- 《善心滿東華2019》

2020
- 《保良愛心慶新春》
- 《開運王團年迎金鼠》
- 《你估我唔到》
- 《網購攻略＋big big shop感謝祭》
- 《熱賣開催+big big動漫節》
- 《網購攻略+big big shop中秋感謝祭》
- 《星光熠熠耀保良》
- 《TVB節目巡禮2021》
- 《衝上雲霄大選》

2021
- 《big big shop新春感謝祭》
- 《天天開運王》（第二輯）
- 《開運王金牛迎新歲》
- 《博愛歡樂傳萬家》
- 《你又估我唔到》
- 《TVB攜手創無限節目博覽2022》
- 《大玩特玩萬聖節》
- 《Mean Talk》
- 《TIGER'S TALK》
- 《麻雀鬥室三決一》
- 《師父有請》

2022
- 《360秒人生課堂》

2023
- 《濠玩夏水禮》
- 《保育拓展新塱原》
- 《獎門人Happy Summer感謝祭》
- 《爸知弊！你嚟湊吖！》

2024
- 《獎門人恭喜發財全盒》（重溫片段）

### 配音
- 2013年：《王牌巨猩》（粵語配音）
- 2015年：《荒失失企鵝》 飾 高華斯基（粵語配音）
- 2016年：《櫻桃小丸子：來自義大利的少年》 飾 阿 Nep（粵語配音）
- 2017年：《波士BB》 飾 希歐多爾·普頓/波士BB（粵語配音）
- 2021年：《波士BB 2細祖》 飾 希歐多爾·「泰迪」·普頓/波士BB（粵語配音）

### 棟篤笑
- 2015年：《Bob’s Up伊館2015》
- 2016年：《Bob's UP雲頂2016棟篤笑》
- 2017年：《Bob's UP澳門2017》
- 2021年，2023至2025年：《The Bobfather 棟篤笑》

### 音樂錄像
- 2015年：鄭欣宜〈你瘦夠了嗎?〉
- 2019年：王梓軒〈安全著陸〉

### 其他
- 2010年：《有房出租》演出
- 2016年：《情義兩難全之玩爆你個腎》嘉賓
- 2017年：《五夜講場》嘉賓
- 2018年：《我老細唔係人》演出
- 2020年：《Tiger's Talk》主持

## 著作
- 2006年：《桃花寶典求愛全攻略》（與新香蕉俱樂部成員合著）
- 2007年：《舊日的蕉跡》（與新香蕉俱樂部成員合著）
- 2008年：《愛情50/50》（與新香蕉俱樂部成員合著）
- 2008年：《七日天堂 七日地獄》（與新香蕉俱樂部成員合著）
- 2008年：《凹凸男女》（與胡凱澄共同著作）
- 2009年：《蕉牌旅遊 拍拖行頭》（與新香蕉俱樂部成員合著）
- 2010年：《蕉牌旅遊 打出身價坡》（與新香蕉俱樂部成員合著）

## 唱片列表
- 2006年12月 《Be Friend》
- 2008年12月 《THE LESS THE BETTER》

## 派台歌曲成績
| 派台歌曲上榜最高位置 | 派台歌曲上榜最高位置 | 派台歌曲上榜最高位置 | 派台歌曲上榜最高位置 | 派台歌曲上榜最高位置 | 派台歌曲上榜最高位置 | 派台歌曲上榜最高位置                    |
| -------------------- | -------------------- | -------------------- | -------------------- | -------------------- | -------------------- | --------------------------------------- |
| 唱片                 | 歌曲                 | 903                  | RTHK                 | 997                  | TVB                  | 備註                                    |
| 2006年               |                      |                      |                      |                      |                      |                                         |
|                      | 不可沒友﹙合唱版）   | ×                    | ×                    | -                    | ×                    | 與杜浚斌、秦善文、Cream合唱             |
| Be Friend            | 失戀的歌             | ×                    | ×                    | 5                    | ×                    | 與杜浚斌、秦善文合唱                    |
| Be Friend            | 摯友                 | ×                    | ×                    | 2                    | ×                    | 與杜浚斌、秦善文合唱                    |
| Be Friend            | 絕世招數             | ×                    | ×                    | 18                   | ×                    | 與杜浚斌、秦善文合唱                    |
| 2008年               |                      |                      |                      |                      |                      |                                         |
| The Less The Better  | 一人少句             | ×                    | ×                    | 1                    | ×                    | 首支冠軍歌 與杜浚斌、范振鋒合唱         |
| The Less The Better  | 撐撐堂 - Add Oil     | ×                    | ×                    | 1                    | -                    | 與杜浚斌、范振鋒合唱 Featuring 曾志偉   |
| The Less The Better  | 小丈夫（國）         | ×                    | ×                    | 2                    | ×                    | 與杜浚斌、范振鋒合唱 《一人少句》國語版 |
| 2011年               |                      |                      |                      |                      |                      |                                         |
|                      | 祝﹒福島             | ×                    | ×                    | -                    | ×                    | 與葉文輝、杜浚斌、范振鋒、秦善文合唱    |
| 2012年               |                      |                      |                      |                      |                      |                                         |
| Dreams Come True     | 難為正邪定分界       | ×                    | ×                    | 8                    | ×                    | 翻唱葉振棠、麥志誠歌曲                  |

| 各台冠軍歌總數 | 各台冠軍歌總數 | 各台冠軍歌總數 | 各台冠軍歌總數 | 各台冠軍歌總數    |
| -------------- | -------------- | -------------- | -------------- | ----------------- |
| 903            | RTHK           | 997            | TVB            | 備註              |
| 0              | 0              | 2              | 0              | 四台冠軍歌總數：0 |

- （*）表示歌曲仍在該榜上
- （×）表示沒有派往該台

## 獎項及提名
2022年度
- Yahoo! 搜尋人氣大獎2022 - 頭100位熱搜本地男女藝人或組合
- AEG 娛樂人氣王2022 - 最佳CP組合（與劉佩玥）《美麗戰場》
- 萬千星輝頒獎典禮2022 - 最佳男配角 最後五強